# Astylosternus perreti
La rana nocturna de Perret (Astylosternus perreti) es un anfibio anuro de la familia Arthroleptidae, endémico de Camerún.
Su hábitat natural son las montañas nebulosas subtropicales, los ríos y los bosques talados y altamente degradados. Está amenazada por pérdida de hábitat. También se la conoce por ser una de las únicas tres especies de ranas africanas que posee garras óseas, que utiliza cuando se siente amenazada haciéndolas salir a través de la piel.